# آوتیس زنیان
آوتیس نازاری زنیان (ارمنی: Ավետիս Նազարի Զենյան؛ ۲۵ دسامبر ۱۹۳۵ – ۱۷ فوریهٔ ۲۰۲۱) فیلم‌بردار ارمنی‌تبار بود.

## زندگی‌نامه
وی در ۲۵ دسامبر ۱۹۳۵ در بیروت، لبنان بزرگ به دنیا آمد و در سال ۱۹۴۶ به ارمنستان نقل مکان نمود. زنیان و در سال ۱۹۶۰ از مؤسسه سینمایی گراسیموف فارغ‌التحصیل شد. وی در آرمن‌فیلم و موس‌فیلم فعالیت نمود.  وی در ۱۷ فوریه ۲۰۲۱ در سن ۸۵ سالگی در مسکو درگذشت.

## گزیده فیلمشناسی
از فیلم‌ها و مجموعه‌های تلویزیونی که وی در آن نقش داشته‌است می‌توان به جنگ و صلح (مجموعه‌فیلم) و رفقای بانشاط آثار زیر اشاره کرد: